# هيذر بيشوب
هيذر بيشوب هي مغنية كندية، ولدت في 25 أبريل 1949 في ريجاينا في كندا.

## وصلات خارجية
- هيذر بيشوب على موقع ميوزك برينز (الإنجليزية)
- هيذر بيشوب على موقع أول ميوزيك (الإنجليزية)
- هيذر بيشوب على موقع ديسكوغز (الإنجليزية)